# Kdepim
KDE PIM (KDE personal information management) — персональный информационный менеджер для KDE, позволяющий организовать свою жизнь (расписание, будильник, новости и т. д.)
В качестве протокола синхронизации используется OpenSync.

## Список программ
- Akregator — Показывает новости.
- KMail — Официальный почтовый клиент KDE.
- KAddressBook — Записная книжка для адресов.
- KOrganizer — Календарь и планирование.
- KonsoleKalandar — Командная строка для календаря в KDE.
- KPilot — Аналог программ для Palm.
- Kandy — Синхронизация информации в телефонной книжке, органайзере и т. д. с мобильным телефоном.
- KArm — Интегрируется с KOrganizer todo list.
- KNotes — Бумажки с записью на рабочем столе.
- KAlarm — Будильник (сообщение, письмо и запуск программы).
- KNode — Новости Usenet.
- Kontact — Собирает программы KDE PIM вместе.
- KJots — Простая записная книжка